# 巴比伦空中花园
32°32′08″N 44°25′39″E / 32.5355°N 44.4275°E

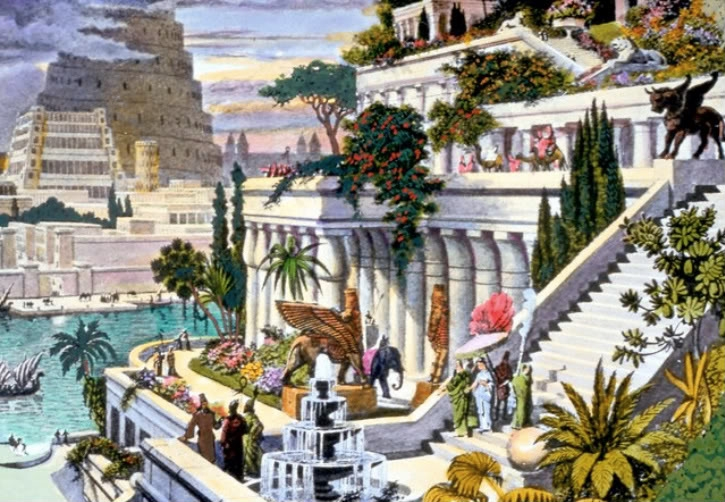
16世紀畫家繒畫的空中花園

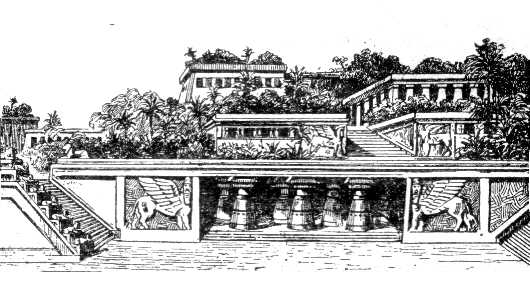
20世紀畫家描繪的空中花園

巴比倫空中花園（古希臘文：οἱ [τῆς Σεμιράμιδος] Κῆποι Κρεμαστοὶ Βαβυλώνιοι），又稱懸苑，是古代世界七大奇蹟中唯一尚未確認確切位置的建築。其名源自希臘文「κρεμαστός」（kremastós，意為「懸垂」），指植物種植於階梯式高台結構的獨特設計，而非字面意義上的「懸浮空中」。根據希臘化時代文獻記載，花園可能建於新巴比倫王國首都巴比倫（今伊拉克希拉附近），以泥磚築成階梯狀平台，形似綠色山丘，並配備複雜的灌溉系統。
相傳花園由國王尼布甲尼撒二世（前605–前562年在位）為解米底王妃阿米蒂斯（Amytis）思鄉之情而建，模仿其故鄉的山林景觀。此說最早見於巴比倫祭司貝羅索斯（Berossus，前290年左右著作）的記載，後被約瑟夫斯（Josephus）引用。另有傳說將花園歸功於亞述傳奇女王塞米勒米斯（Semiramis），故亦稱「塞米勒米斯懸苑」。
空中花園是唯一一個仍未找出正確位置的古代世界七大奇蹟。現存的巴比倫文獻皆沒有提到這座花園，在巴比倫也沒有發現明確的考古證據。有三種理論試圖解釋這個矛盾：第一種是空中花園的傳說純粹是當時的人們虛構出來的；第二種是空中花園確實曾經存在，但在西元一世紀時因為某種原因而被完全毀滅，沒留下任何痕跡：第三種則認為亞述國王辛那赫里布才是真正打造出空中花園的人，空中花園的地點不在巴比倫而在尼尼微（地點接近現代的伊拉克摩蘇爾）。

## 概論
相傳在公元前6世纪由新巴比伦帝国的尼布甲尼撒二世在巴比伦城为其患思鄉病的王妃阿米蒂斯（Amytis）修建的。现已不存在，也是目前唯一一個位置尚未明確得知的古代世界七大奇迹。空中花园据说采用立体造园手法，将花园放在四层平台之上，由瀝青及磚塊建成，平台由25公尺高的柱子支撑，并且有灌溉系统，奴隸不停地推動連繫著齒輪的把手。园中种植各种花草树木，远看犹如花园悬在半空中。
空中花園這名字純粹是出自對希臘文paradeisos一字的意譯，而不是吊於空中的花園。但就字面原意paradeisos直譯應作「梯形高台」，所以推測「空中花園」實際上就是建築在「梯形高台」上的花園。希臘文paradeisos（空中花園）後來蛻變為英文paradise（天堂）。

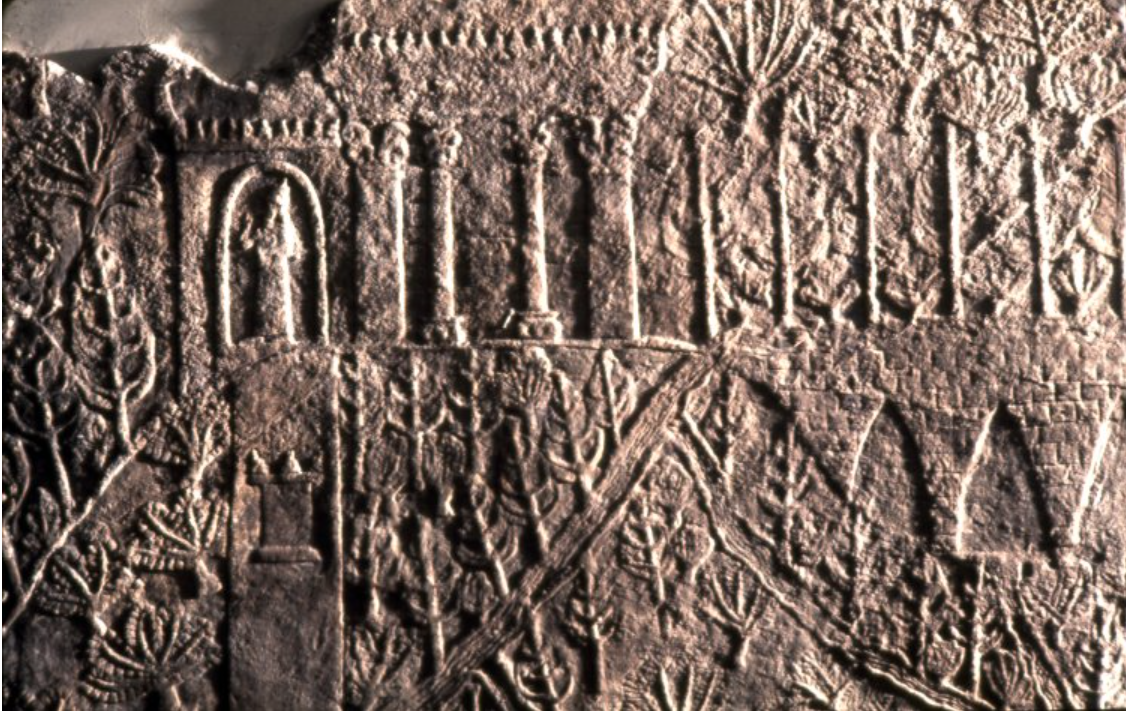
伊拉克摩蘇爾附近出土的尼尼微古浮雕上一個類似高台花園的圖片雕刻。

然而所有巴比倫文獻中並未有任何這座壯觀建築的紀錄顯得不尋常，加上長達數十年的考古都無法發掘到位置，使得更多人認為這只是虛構傳說。2010年後一個契機讓新理論誕生，一批冷戰年代早期的美國日冕衛星照片解密，學者發現當時的伊拉克衛星照上有一條60英里的古運河遺跡，部分地段深度還超過蘇伊士運河，認為這是一個國家力量的產物，位於古新亞述帝国境內，今日該遺跡已經因為破壞與農業革命變成不明顯而未被發現，但在1960年的冷戰早期卻明顯存在所以被拍攝到，加州理工大學古埃及學家AMANDA博士等人於是提出一個新理論，認為巴比倫空中花園實際上位於巴比倫以北300英里之外的新亞述帝国首都尼尼微。尼尼微建造者是亞述王西拿基立，而不是巴比倫的尼布甲尼撒二世，應該更正為亞述空中花园。
其主要理由如下：

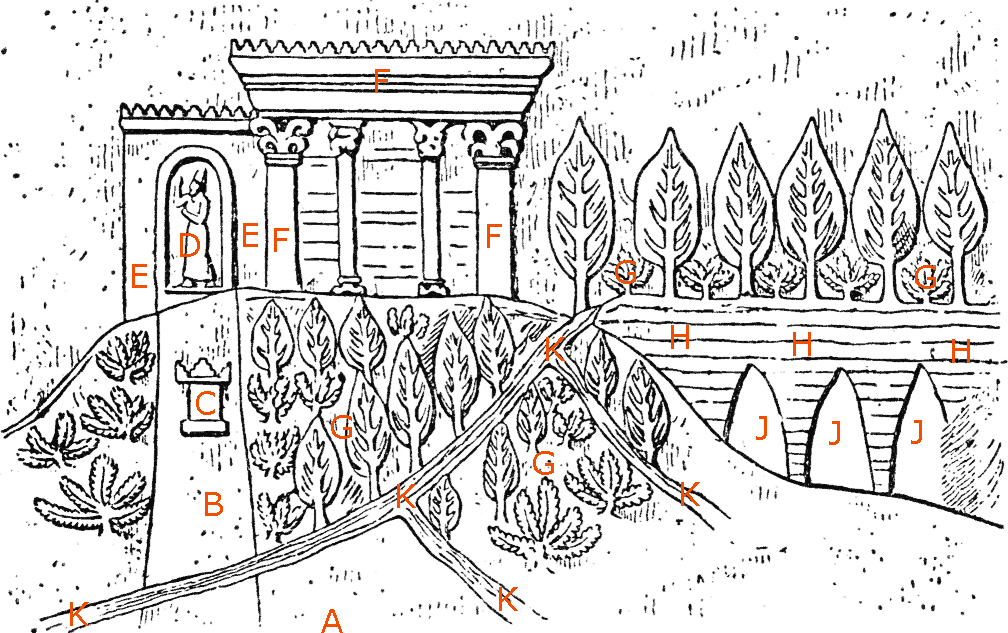
根據刻片重繪的亞述空中花园

- 因為巴比倫空中花园一詞其實是數百年後的產物，而當時的羅馬與希臘等歐洲知識中心的人其實多數分不清亞述與巴比倫的差別，可能因此而誤植於較有名的巴比倫國。且亞述國王在西元前689年征服巴比倫後，亞述首都尼尼微曾被稱為「新巴比倫」。
- 亞述人其實是美索布達米亞平原上當時唯一擅長修建水利設施的人，巴比倫人並不擅長，而常理推論空中花園的構想與實踐可能出現於擅長水利的工程師。
- 當時該地區只有巴比倫和亞述兩大國有能力修建，所以若真有花園存在那答案只能這兩者二選一。
- 只有該條古代水利設施是整個區域中唯一在當年代可大量供水給空中花园的，而巴比倫境內全無此類遺跡[11]。
- 尼尼微古壁畫上曾發掘一個類似高台花園的圖片雕刻[12]。

## 現代建築元素

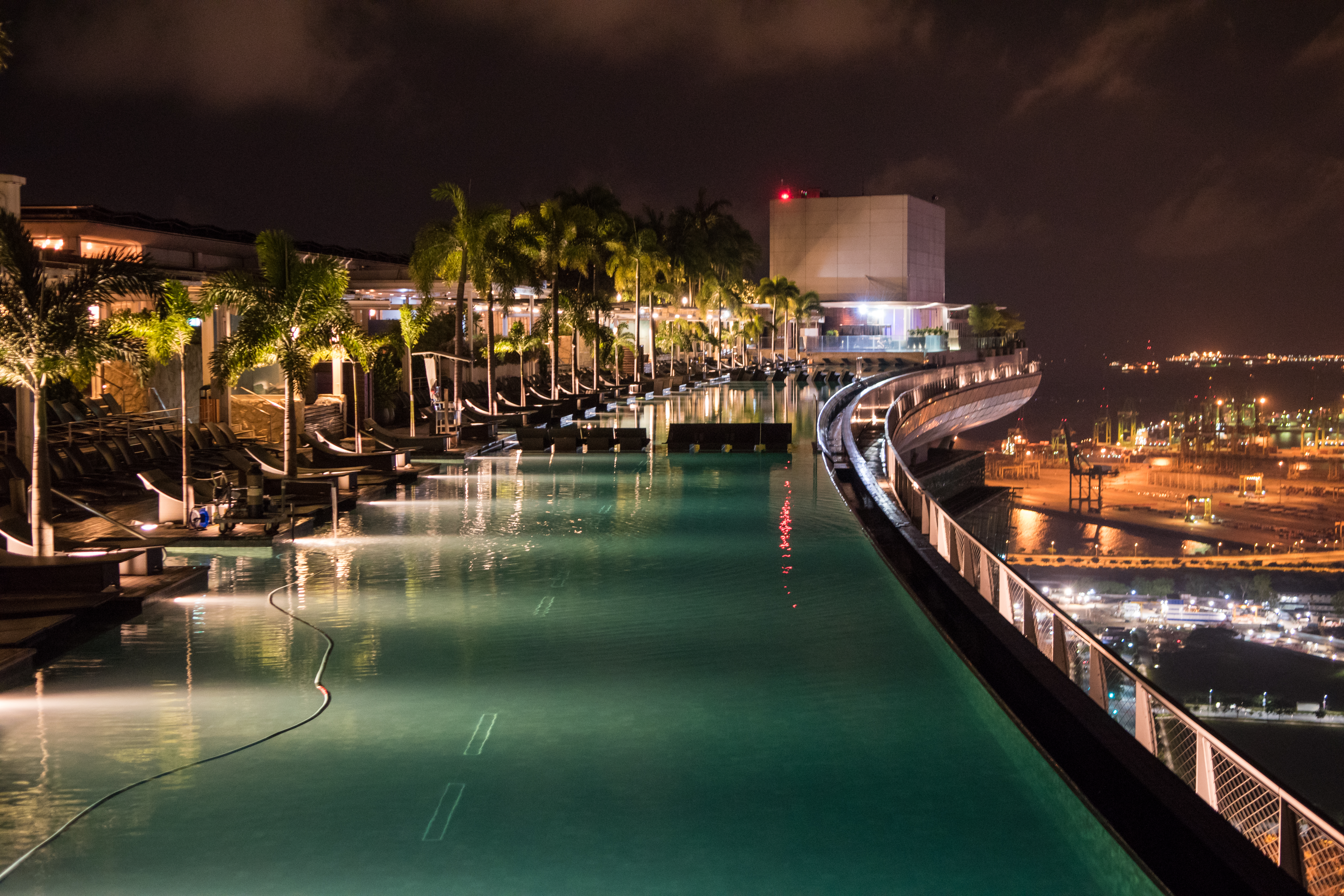
現代建築的空中花園（新加坡濱海灣金沙酒店天台空中花園觀景臺無邊際泳池）

現代不少大廈、屋苑都採用空中花園建築元素，又名為平台花園、天台花園或者花園平台等。位於上海的天安千樹也以巴比倫空中花園與黃山為設計概念，建構大型購物商城。

## 外部参考
- 新华网 - 世界著名古城遗址巴比伦及巴比伦空中花园 （页面存档备份，存于）
- 巴比倫空中花園 （页面存档备份，存于）
- 根據石刻復原的亞述空中花園電腦模型